# Ennio D'Aniello
Ennio D'Aniello (Ottati, 12 maggio 1918 – Salerno, 1º gennaio 1992) è stato un politico italiano, deputato della VI Legislatura.
Nello scambio di lettere tra Pertini e La Malfa del 1974, è citato come il primo parlamentare ad aver posto pubblicamente la questione della scala mobile anomala.
Fuori dall'incarico parlamentare, fu sindaco di Serre dal 1970 al 1980 e di Salerno nel 1981.